# Redline offside
Redline offside, även kallad tvåzonerspassning, är en numera avskaffad regel i ishockey. Redline offside utdömdes när passningsmottagaren åkt över mittlinjen före pucken som spelats av en medspelare från den egna försvarszonen. 
I maj 1997 beslutade internationella ishockeyförbundet att avskaffa regeln inför säsongen 1998/1999, och i NHL inför säsongen 2005/2006. Eftersom World Cup anordnats av NHL användes red line offside dock i World Cup 2004, då NHL ännu använde red line offside.